# 喬治·大衛·蓋特伍德
喬治·大衛·蓋特伍德（George David Gatewood，1940年—）是一位美國天文學家，現為匹茲堡大學和阿利根尼天文台榮譽退休教授。他的研究專長是天文儀器、統計學、恆星天文學、近距離恆星天文測量、太陽系外行星。

蓋特伍德因為在1996年宣稱發現地球附近的多行星系統而受到注目，不過他的發現至今仍未被證實。

## 學歷
蓋特伍德分別於1965年和1967年獲得南佛羅里達大學天文學士和碩士學位，再於1972年在匹茲堡大學以巴納德星天文測量的博士論文獲得博士學位。

## 巴納德星爭議
1960年代天文學家彼得·范·德·坎普對巴納德星進行天文測量後宣稱該恆星有一顆行星存在。1973年發表的兩篇最具影像力的相關論文指出這項聲明並不可信。第一篇由約翰·赫爾希發表的論文指出這是坎普的望遠鏡造成的系統誤差。由蓋特伍德和海因里希·埃克霍恩發表的第二篇論文則是以更精密的儀器對巴納德星再次進行天文測量，結果並沒有偵測到巴納德星的伴星存在。

## 拉蘭德21185爭議
儘管蓋特伍德涉入了巴納德星的行星爭議，23年後他卻讓另一個類似的爭議事件發生。蓋特伍德預測在地球附近的恆星有多顆行星存在，並以他的強烈企圖心對這些恆星進行天文測量。蓋特伍德在1970年代完成他的學位論文後開始研究拉蘭德21185。他一開始並未偵測到該恆星旁有任何行星存在，但他並沒有放棄。蓋特伍德持續對拉蘭德21185進行研究，並於1996年在美國天文學會的會議上和對大眾媒體宣布在該恆星旁發現多行星系統，即使在數年前他對該恆星仔細量測後的資料顯示大型行星不可能在該恆星旁存在。對於拉蘭德21125有許多的後續研究，但都沒有成功偵測到任何行星存在，因此蓋特伍德的宣稱逐漸不被採信。
 一本在1980年代出版的科幻小說將拉蘭德21185稱為「蓋特伍德星」。蓋特伍德的名字可能經由作者廣泛發行的書籍和文章流傳，並且該作者在蓋特伍德宣稱拉蘭德21185有行星之前十餘年就已在小說中預測該恆星和其他近地球恆星旁有行星存在。

## 持續中的研究
蓋特伍德至今仍活躍於近地球恆星的研究。2009年他出版了一篇關於蒂加登星和其他近地球恆星距離的精密研究論文。

## 代表性著作
蓋特伍德自1967年至今是一位多產的作者，至今已有157篇期刊論文發表。他也出版了數本天文學普及書籍。以下是他近年的代表性著作：
- 2001 “A Combined Hipparcos and MAP Study of the Proposed Planetary System of Rho Coronae Borealis”, Ap J 548, L61. Gatewood, G., Han, I. & Black, D.C.
- 2001 “Hipparcos and MAP Studies of the Triple Star Pi Cephei”, ApJ 549, 1145 Gatewood, G., Han, I., Kiewiet de Jonge, J., Reiland, C.T., &Pourbaix, D.
- 2002 “A Precise Orbit Determination of chi 1 Orionis from Astrometric and Radial Velocity Data”, PASP 114, 224. Han, I. and Gatewood, G.
- 2002, “An Upper Limit to the Mass of the Radial Velocity Companion of rho1 Cancri”, ApJ 564,L27-L30. M.A. McGarth, E. Nelson, D.C. Black, G. Gatewood, K. Noll, A. Schultz, S. Lubow, I. Han, T.F. Stepinski, T. Targett.
- 2003, Update to “An Upper Limit to the Mass of the Radial Velocity Companion of rho1 Cancri”, Scientific Frontiers in Research on Extrasolar Planets, ASP Conference Series (ed D.Deming and S.Seager) . M.A. McGarth, E. Nelan, K. Noll, A. Schultz, S. Lubow, D.C. Black, T.F.Stepinski, G. Gatewood, I Han, and T. Targett
- 2003 “An Astrometric Study of the Low-Mass Binary Star Ross 614", AJ 125, 1530, George Gatewood, Han, I., and Louis Coban
- 2004 "The Allegheny Observatory CCD Parallax Program," G. Gatewood, Bulletin of the American Astronomical Society, The Annual Meeting of the AAS Division on Dynamical Astronomy, Cannes, France, BAAS, 36, 854.
- 2005 "An Astrometric Study of the Binary Star α Oph," G. Gatewood, AJ 130, 809.
- 2006 "Preliminary Parallaxes from the Allegheny and Carnegie Observatories," G. Gatewood, A. Boss, A.J. Weinberger, I. Thompson, S. Majewski, R. Patterson, L. Coban, BAAS, 37, 1269.
- 2006 "An Astrometric Study of Procyon," G. Gatewood and Inwoo Han, AJ 131, 1015.
- 2009 "Allegheny Observatory Parallaxes for Late M Dwarfs and White Dwarfs," G. Gatewood, L. Coban, AJ 137, 402.

## 外部連結
- George G. Gatewood at the University of Pittsburgh Department of Physics & Astronomy
- George and Carolyn Gatewood（页面存档备份，存于）
- INVISIBLE DANCER
- George Gatewood directory page at the IAU（页面存档备份，存于）